# Vuelo 389 de Cubana de Aviación
El Vuelo 389 de Cubana fue un vuelo doméstico regular de pasajeros, que volaba desde el Aeropuerto Internacional Mariscal Sucre en Quito hasta el Aeropuerto Internacional José Joaquín de Olmedo en Guayaquil, operado por Cubana de Aviación. El 29 de agosto de 1998, la aeronave que operaba el vuelo, un Tupolev Tu-154M, se salió la pista de aterrizaje, destrozó edificios y se estrelló contra una cancha de fútbol en Quito cuando despegaba del aeropuerto. El avión estalló en llamas y 70 personas a bordo murieron. Un total de 10 personas en tierra, incluidos niños, murieron en el accidente

## El Vuelo
El vuelo proveniente de La Habana había aterrizado en Quito y estaba por despegar para dirigirse a Guayaquil. 
Durante el primer intento de puesta en marcha de los motores, estos no respondieron porque la válvula de gas estaba bloqueada.  Después de que la tripulación resolvió el problema dos motores se pusieron en operación y el avión rodó hasta la banda donde se puso en operación el tercero.
Después de recibir permiso para despegar, la tripulación establece las válvulas reguladoras a modo de despegue, y luego el avión empezó a acelerar. Cuando la velocidad se ha alcanzado el VR , los pilotos intentaron elevar el avión, tratando de levantar el tren de nariz, pero este no respondió. Después de 10 segundos, y a 800 metros del final de la pista, la tripulación decidió abortar el despegue y aplicó los frenos. Debido a la alta velocidad del Tu-154 no tuvo tiempo para parar y a las 13:03 se salió de la pista, golpeó el vallado de la cerca del aeropuerto y luego destruyó 2 casas y un taller de reparación de automóviles, para finalmente detenerse en un campo de fútbol que se encuentra a 200 yardas (180 metros) del aeropuerto y explotó.
Como consecuencia del accidente fallecieron 80 personas y 39 resultaron heridas.
Se presume que debido a los problemas durante el arranque y el tiempo, casi 38 minutos, que pasó al comienzo del despegue, el punto final de la lista de comprobación para el rodaje no se ha cumplido y la tripulación olvidó seleccionar los interruptores para las válvulas hidráulicas del sistema de control.

## Aeronave, pasajeros y tripulación
La aeronave era un Tupolev Tu-154M, número de serie 85A720 y registrado en Cuba como CU-T1264. El avión transportaba a 91 personas, compuestas por 14 tripulantes y 77 pasajeros. Fue pilotado por Mario Ramos (comandante), Leonardo Díaz (copiloto) y Carlos González (ingeniero de vuelo). La mayoría de los ocupantes eran ecuatorianos, con algunos argentinos, italianos, jamaiquinos, chilenos y cubanos.

## Secuelas
Poco después del accidente, se cerró el Aeropuerto Internacional Mariscal Sucre y se cancelaron todas las operaciones de vuelo en respuesta al accidente. El presidente ecuatoriano, Jamil Mahuad, visitó el lugar del accidente y expresó su solidaridad a los familiares y familiares de las víctimas del accidente. Ordenó un informe completo sobre la causa del accidente y afirmó que construiría un nuevo aeropuerto lejos de la ciudad, ya que el aeropuerto había sido criticado por estar demasiado cerca de un área densamente poblada. El nuevo aeropuerto abrió en 2013, a unos 18 kilómetros (11 millas) al este de Quito, fuera de su área urbana, para así evitar accidentes similares al Vuelo 389 de Cubana de Aviación.